# John Mogensen
John Mogensen, född 5 maj 1928, död 10 april 1977, var en dansk sångare, låtskrivare och kompositör. 
År 1952 blev han medlem i kvartetten "Blue Boys", senare startade han "Four Jacks" med Poul Rudi, Otto Brandenburg och Bent Werther, gruppen upplöstes 1963, och John Mogensen fortsatte som pianist på Oslo-färjorna, och skrev till andra; bl.a. Du ser mig när jag kommer till Grethe Sønck och flera låtar till Jørgen Ingmann. Med LP:n  "Der er noget galt i Danmark" (1971) tog en stor solokarriär på allvar fart, genom ett kontrakt med Jørgen Kleinert. Han gjorde en uppsjö av inspelningar av sina egna låtar och hans pop/country-stil gick hem hos publiken genom hela 1970-talet. Han fick 1972 Nikolaj-prisen av Paul och Lisa Reinau för sin originalitet och sitt konstnärliga arbete.
John Mogensen hade problem med alkohol, speciellt mot slutet av sin karriär, då han tvingades ställa in fler och fler konserter. Han hade även stora problem med prestationsångest. 
John Mogensen spelade inte in musik med mindre än att han behövde pengar. Detta kan förklara att han gjorde låtar som Nede i møget, som handlar om att han är fattig och hungrig.

## Diskografi
- John Mogensen 1971
- Stop En Halv 1972
- John 1973
- Taurus 1975
- Nordstjernen 1977

## Kända sånger
- Danmarks Jord
- Den gamle violin
- Der er noget galt i Danmark
- Ensomhedens Gade nr. 9
- Erik Oluf Andersen
- Fut i fejemøget
- Hva' pokker ska' jeg gøre?
- Karl & Ann-Cathrin
- Karl Herman & jeg
- Livet er kort
- Mig og Margrethe
- Nede i møget
- Nina, kære Nina
- Sidder på et værtshus
- Så længe jeg lever
- To mennesker på en strand
- Ursula
- Åh, hvilken herlig nat